# Consoles de jogos eletrônicos de terceira geração
Na história dos jogos eletrônicos, a terceira geração (também conhecida com a era dos 8-bits) teve início em 15 de julho de 1983, no Japão, com o lançamento simultâneo do Family Computer (chamado de forma abreviada "Famicom" pelos japoneses e mais tarde como NES no resto do mundo, usando a primeira letra de cada palavra de Nintendo Entertainment System) e do SG-1000 da SEGA. Esta geração marcou o fim do "crash" norte-americano dos video games, uma mudança no lar dominante dos video games (dos Estados Unidos para o Japão) e a transição dos gráficos baseados em blocos para uma rolagem contínua de hardware (smooth scrolling) de pontos quadriculados e gráficos baseados em sprites, que foi um salto crucial na história do design dos jogos eletrônicos. O console mais bem vendido desta geração foi o NES/Famicom, seguido pelo Master System e Atari 7800. Embora a geração anterior de consoles também usasse processadores de 8-bits, foi no final desta geração que os consoles domésticos começaram a ser rotulados por seus "bits". Isso se tornou uma moda em sistemas de 16-bits como o Mega Drive/Genesis que foram "sinalizados" desta forma para diferenciar-se entre as gerações de consoles. No Japão e Estados Unidos, esta geração de video games foi dominada pelo Famicom/NES, enquanto o Master System dominava os mercados da Europa e América do Sul. O fim da terceira da geração de consoles de 8-bits se deu com os gráficos e o poder de processamento obsoletos em comparação com os consoles de 16-bits.
Algumas características desta terceira geração de consoles que se distinguem da segunda geração incluem:
- Controles do tipo D-pad.
- Rolagem contínua por hardware, permitindo grande movimentos multi-direcionais por tiles entre telas.
- Gráficos em sprites detalhados: Até 64 ou 100 sprites em tela, até 4, 12 ou 16 cores por sprite, e tamanhos de sprite até 8×16 ou 16×16 pixels.
- Resolução de imagem de até 256×224 ou 320×200 pixels.
- Gráficos coloridos aprimorados: Até 25 ou 32 cores por tela, na paleta de 53, 64 ou 256 cores de consoles.
- Uso de óculos estereoscópico 3D.
- Até cinco canais independentes de áudio mono constituídos de geradores programáveis de som (PSG) (principalmente de ondas quadradas).
- Expansão de canais de som e adição de Síntese fm (somente no Japão).
- Ausência de conteúdos da geração posterior como: mais de cinco canais independentes de som, áudio FM e PCM, gráficos pré-renderizados em 3D.

## História
A Nintendo começa a fazer testes em Nova York para vender o NES no mercado americano. Os varejistas estavam tão céticos em relação aos videogames que a Nintendo teve de concordar em recomprar tudo que não fosse vendido pelas lojas. E mais: deveria reformular o design para se adaptar ao gosto dos americanos, para quem videogame era acessório de TV, não um brinquedo. Para vender o console em lojas avessas aos videogames, a empresa também inventou um robô, o R.O.B. Nessas lojas, ao invés de ser vendido como videogame, o NES vira um pacote para jogos de robô. Apenas dois jogos saíram para R.O.B..
Uma pistola para jogos como Wild Gunman, Duck Hunt e Hogan's Alley, sucessos do arcade e do Famicom, no Japão, é lançada. Munido de ótimos jogos da própria Nintendo, e de conversões de sucessos do arcade como Kung Fu Master, da Irem, e o lendário Super Mario Bros, o NES não demora a virar sucesso nos EUA, apesar do lançamento patrulhado.

## Consoles
| Nome                | Nintendo Entertainment System                              | SG-1000             | Master System                                                | Atari 7800   |
| ------------------- | ---------------------------------------------------------- | ------------------- | ------------------------------------------------------------ | ------------ |
| Fabricante          | Nintendo                                                   | Sega                | Sega                                                         | Atari        |
| Console             |                                                            |                     |                                                              |              |
| Preço no Lançamento | ¥ 14800; US$ 199,99                                        | ¥ 15000             | ¥ 24200; US$ 199,99                                          | US$ 140      |
| Data de Lançamento  | 15 de julho de 1983 18 de outubro de 1985 Setembro de 1986 | 15 de julho de 1983 | 20 de outubro de 1985 1986                                   | Maio de 1986 |
| Jogos mais vendidos | Super Mario Bros. Duck Hunt Super Mario Bros. 3            |                     | Hang-On Alex Kidd in Miracle World Sonic the Hedgehog (1991) |              |